# آسبو (رود)
آسبو (به اسپانیایی: Río Acebo) یک رود در اسپانیا است که در آستوریاس واقع شده‌است.